# Тоніно Бенаквіста
Тоніно Бенаквіста (фр. Tonino Benacquista; нар. 1 вересня 1961, Шуазі-ле-Руа) — французький письменник та сценарист. Лауреат Гран-прі поліцейської літератури.

## Творчість

### Сценарій
- 1999 —  Панічний стан  (фр. La Débandade)
- 2001 —  На моїх губах  (фр. Sur mes lèvres), разом з Жаком Одіаром
- 2005 — І моє серце завмерло (фр. De battre mon cœur s’est arrêté), разом з Жаком Одіаром
- 2006 —  Злочин
- 2006 —  Відсутній  (фр. Les Disparus)